# غونزالو بويي
غونزالو بويي (بالإسبانية: Gonzalo Boye)‏ هو شخصية أعمال ومحامي إسباني، ولد في 3 أبريل 1965 في فينيا ديل مار في تشيلي.